# 山下弘
山下 弘（やました ひろし、1947年（昭和22年）10月2日 - ）は日本の経営者、ウイスキー製造者、技術者。ニッカウヰスキーの代表取締役社長、会長を務めた。北海道函館市出身。

## 人物
5人兄弟の末っ子として北海道函館市に生まれる。函館市立柏野小学校、函館市立的場中学校、函館ラ・サール高等学校を経て、1970年、北海道大学農学部卒業。
同年、ニッカウヰスキー入社。生産部長、西宮工場長、アサヒビール酒類事業本部副本部長などを歴任、2002年、アサヒビール執行役員、2005年3月25日、ニッカウヰスキー株式会社代表取締役社長。2010年3月24日、同社代表取締役会長。同年4月1日、第4代マスターブレンダー就任。2012年3月23日、同社顧問。